# バドル・バヌン
バドル・バヌン（Badr Benoun アラビア語: بدر بانون 、1993年9月30日 - ）は、モロッコ・カサブランカ出身のプロサッカー選手。カタール・スターズリーグ・カタールSC所属。サッカーモロッコ代表。ポジションはDF(CB)。

## 経歴
2018年5月、2018 FIFAワールドカップに参加する代表メンバー23人の一人に選ばれたが、6月にユセフ・エン＝ネシリと変更となった。2022 FIFAワールドカップのメンバーにも選ばれた。

## 代表歴

### 出場大会
- モロッコ代表
  - 2022 FIFAワールドカップ

### 試合数
- 国際Aマッチ 18試合 5得点（2017年-2022年）[5]

| モロッコ代表 | 国際Aマッチ | 国際Aマッチ |
| 年           | 出場        | 得点        |
| ------------ | ----------- | ----------- |
| 2017         | 4           | 1           |
| 2018         | 5           | 0           |
| 2019         | 3           | 1           |
| 2020         | 0           | 0           |
| 2021         | 3           | 3           |
| 2022         | 3           | 0           |
| 通算         | 18          | 5           |

## タイトル

### クラブ
ラジャ・カサブランカ
- ボトラ: 2012-13, 2019-20
- CAFコンフェデレーションカップ: 2018
- CAFスーパーカップ: 2019

アル・アハリ
- エジプト・カップ: 2019-20
- CAFチャンピオンズリーグ: 2020-21
- CAFスーパーカップ: 2020, 2021

### 代表
モロッコ
- アフリカネイションズチャンピオンシップ: 2018

### 個人
- アフリカネイションズチャンピオンシップ・チーム・オブ・ザ・トーナメント: 2018
- FIFAアラブカップ・チーム・オブ・ザ・トーナメント: 2021

### 勲章
- モロッコ国家勲章（英語版）: 2022[6]